# Засеково
Засеково (тат. Бөрмә) — деревня в Юкаменском районе Удмуртии. Административный центр Засековского сельского поселения.

## География
Деревня находится на северо-западе республики, на расстоянии примерно 11 км (по прямой) к юго-востоку от села Юкаменское, административного центра района.

### Часовой пояс
Деревня Засеково, как и вся Удмуртия, находится в часовой зоне МСК+1. Смещение применяемого времени относительно UTC составляет +4:00.

## Население
| 2010 | 2012 |
| ---- | ---- |
| 237  | ↘226 |

### Национальный состав
Согласно результатам переписи 2002 года, в национальной структуре населения татары составляли 90 % из 263 чел.